# Цюбэй
Цюбэ́й (кит. упр. 丘北, пиньинь Qiūběi) — уезд Вэньшань-Чжуан-Мяоского автономного округа провинции Юньнань (КНР).

## История
После завоевания Дали монголами и вхождения этих мест в состав империи Юань в 1300 году была создана Вэймоская область (维摩州) Гуансиского региона (广西路). После завоевания провинции Юньнань войсками империи Мин «регионы» были переименованы в «управы» — так в 1382 году появилась Гуансиская управа (广西府). После смены империи Мин империей Цин Вэймоская область была в 1669 году упразднена, а её территория — разделена между тремя управами; часть, оставшаяся в составе Гуансиской управы, стала уездом Саньсян (三乡县). В 1669 году уезд Саньсян был упразднён, а его земли были включены в состав Шицзунской области (师宗州).
В 1731 году территория бывшего уезда Саньсян стала резиденцией помощника начальника Шицзунской области. В 1770 году Гуансиская управа была понижена в статусе, став Гуансиской непосредственно управляемой областью (广西直隶州), поэтому подчинённая ей Шицзунская область также была понижена в статусе, став уездом Шицзун (师宗县); должность помощника начальника области стала должностью помощника начальника уезда. В 1840 году земли бывшего уезда Саньсян были вновь выделены в отдельный уезд — уезд Цюбэй (邱北县).
После вхождения провинции Юньнань в состав КНР в 1950 году был образован Специальный район Вэньшань (文山专区), и уезд вошёл в его состав.
Постановлением Госсовета КНР от 24 мая 1957 года Специальный район Вэньшань был преобразован в Вэньшань-Чжуан-Мяоский автономный округ.
В феврале 2004 года написание названия уезда было изменено с 邱北县 на 丘北县.

## Административное деление
Уезд делится на 3 посёлка, 4 волости и 5 национальных волостей.

## Экономика
Развиты сельское хозяйство, особенно цветоводство (розы) и выращивание лекарственных растений (календула), а также пищевая промышленность (джемы, повидла и кондитерские изделия) и ветряная энергетика.

## Культура
Ежегодно в Цюбэе проходит Фестиваль раскрашивания лиц (Хуаляньцзе), привлекающий множество туристов. Этот древний традиционный праздник народа и символизирует изгнание злых духов, благословение друг друга и выражение любви.

## Достопримечательности
- Ландшафтный район Пучжэхэй[6]